# Donato Del Piano
Donato Del Piano (Grumo Nevano, 7 settembre 1704 – Catania, 12 giugno 1785) è stato un organaro e presbitero italiano.

## Biografia
Le informazioni sulla giovinezza di Donato del Piano sono poche e incerte. Nato nel 1704 nei pressi di Napoli, forse apprese i primi rudimenti di arte organaria con il proprio fratello Giuseppe. Successivamente si trasferì a Siracusa con quest'ultimo, e, nel 1725, restaurò l'organo del duomo di quella città.
Realizzò organi nella parte orientale della Sicilia e a Malta per poi stabilire la propria residenza a Catania. Nel 1743 divenne sacerdote. Nel 1755 gli venne commissionata la realizzazione dell'organo per San Nicolò l'Arena. Nel 1772 aprì un forno per la produzione di pane e, con i proventi ricavati, compì diverse opere di beneficenza. Inoltre gli venne affidata la realizzazione degli organi di Monterosso Almo e di Buscemi.
Visse gli ultimi anni nel monastero benedettino di Catania e morì nel 1785. Venne sepolto nella chiesa di San Nicolò l'Arena.